# Università di tecnologia Chalmers
La Chalmers tekniska högskola (Università di tecnologia "Chalmers"; citata in inglese come Chalmers University of Technology) è una università tecnica svedese con sede a Göteborg, fondata nel 1829 e divenuta università nel 1937.
I nomi ufficiali della scuola sono stati: Chalmersska slöjdskolan (1829-1882), Chalmers tekniska läroanstalt (1882-1914), Chalmers tekniska institut (1914-1937) e Chalmers tekniska högskola dal 1937.

## Storia
L'università fu fondata nel 1829 a seguito di una donazione da parte di William Chalmers, direttore della Compagnia svedese delle Indie orientali, che donò parte della sua ricchezza per l'istituzione di una "scuola industriale". La Chalmers fu gestita come un'istituzione privata fino al 1937, quando l'istituto divenne un'università statale. Nel 1994, la scuola fu incorporata come aktiebolag (un tipo di società) sotto il controllo del governo svedese, della facoltà e dell'Unione degli studenti. La Chalmers è una delle sole tre università in Svezia che prendono il nome da una persona, mentre le altre due sono il Istituto Karolinska e la Linnéuniversitetet.

## Dipartimenti
L'università è organizzata nei seguenti tredici dipartimenti:
- Architettura e ingegneria civile
- Biologia e biotecnologie
- Chimica e ingegneria chimica
- Comunicazione e apprendimento della scienza
- Fisica
- Informatica e ingegneria informatica
- Ingegneria elettrica
- Microtecnologia e nanoscienza
- Scienza industriale e dei materiali
- Scienze matematiche
- Scienze meccaniche, marittime e navali
- Scienze spaziali, geologiche e ambientali
- Technology management ed economia